# Nemanema cylindraticaudatum
Nemanema cylindraticaudatum är en rundmaskart som först beskrevs av De Man 1922.  Nemanema cylindraticaudatum ingår i släktet Nemanema och familjen Oxystominidae. Arten är reproducerande i Sverige. Inga underarter finns listade i Catalogue of Life.